# 로버트섬

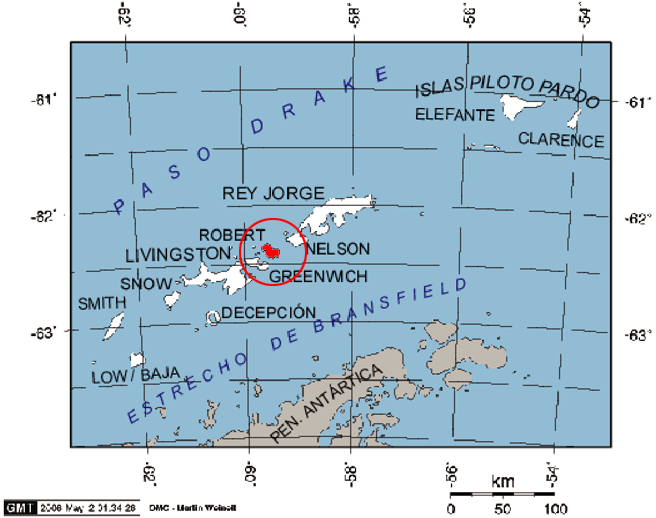
사우스셔틀랜드 제도의 로버트섬의 위치.

로버트섬(영어: Robert Island)은 사우스셰틀랜드 제도의 넬슨섬과 리빙스턴섬 사이에 떠 있는 섬이다.

## 같이 보기
- 남극의 영유권 주장 목록